# Poseidón (película)
Poseidon (titulada Poseidón en España e Hispanoamérica) es una película de 2006 del director alemán Wolfgang Petersen. La película está basada en la novela de Paul Gallico y es un  remake de la película de 1972 (La aventura del Poseidón) dirigida por Ronald Neame. Protagonizada por Josh Lucas, Kurt Russell y Emmy Rossum. Estrenada el 12 de marzo de 2006 en Estados Unidos.

## Argumento
El MS Poseidon, está haciendo un cruce transatlántico desde Southampton (Inglaterra) hacia Nueva York. Donde, el jugador profesional Dylan Johns  (Josh Lucas) trota por toda la cubierta al atardecer, en busca de la cubierta superior para ver el atardecer. 
En otra habitación, Jennifer Ramsey (Emmy Rossum) y su novio, Christian (Mike Vogel), están charlando, pero el padre de Jennifer, el exalcalde de la ciudad de Nueva York Robert Ramsey (Kurt Russell) los interrumpe, mostrando su incomodidad y preocupación de que estén solos.  Mientras tanto, Elena (Mía Maestro), una polizón ambulante, camina por el barco y llegando al vestíbulo principal, se topa con Dylan, preguntándole por el camino hacia las cocinas, pero Dylan está intrigado por el hecho de que Elena no había visto antes el vestíbulo a pesar de que debió hacerlo al embarcar y luego le da la dirección a las cocinas. Un pasajero anciano, Richard Nelson (Richard Dreyfuss), deja un mensaje de voz a su exnovio para que le devuelva la llamada a la medianoche por los viejos tiempos. Elena llega a las cocinas y se reúne con el mesero Valentín (Freddy Rodríguez), quien le recuerda a Elena que ella tiene que quedarse en su habitación y que no sea descubierta, puesto que ha abordado el crucero ilegalmente, aunque ella argumenta que se aburre. Valentín está preocupado porque podrían despedirlo por eso y pide amablemente a Elena quedarse en su habitación y le da un beso en la frente. 
Posteriormente, de noche, el Capitán Michael Bradford (Andre Braugher) les da la bienvenida a todos a la fiesta de Año Nuevo en el salón de baile del barco, que está repleto de personas, entre ellos Maggie James (Jacinda Barrett) y su hijo de 10 años Conor (Jimmy Bennett), la pasajera Emily y Nelson junto a sus amigos Jay, Nick, Mary y John. El Capitán Bradford da un discurso, expresando que el mar es la cuna del renacimiento y, hablando del dios griego Poséidon, comenta que no hay mejor forma que celebrar el año nuevo que a Lomos del mismísimo Dios.  Luego, presenta a la cantante Gloria (Stacy Ferguson), quien sale con su vestido rojo brillante a cantar Bailamos poniendo a todos a bailar. En el nivel superior del salón de baile, Dylan y Ramsey están jugando un juego de póker con el pasajero ebrio y presumido "Lucky Larry" (Kevin Dillon) y otros pasajeros. Larry comenta las agallas de apuesta de Dylan, pero este lo ignora y Larry se retira del juego y pide una bebida, mientras la ronda de póker la siguen Ramsey y Dylan, ambos apostando más y más. Cuando Dylan le pregunta si aún se siente alcalde, Ramsey le dice que no le importa. Jennifer se detiene con Chris para saludar a su padre, pero su padre le dice que se abroche el botón superior de su blusa, avergonzándola frente a la multitud, pero Jennifer decide quitarse la blusa en público para hacer una orgía con los jugadores. Jennifer hace lo que él le pide, pero revela sus cartas a los otros jugadores: "un par de cinco", haciendo que Larry se ría y Dylan apueste todo en la ronda, pero Ramsey se retira, por lo que Dylan termina ganando la partida. 
Mientras Gloria continua cantando , Dylan, alejándose con sus ganancias, se topa con el niño Conor James. Dylan conoce a la madre de Conor, Maggie, cuando ella se acerca a buscar a su hijo. Maggie le informa a Conor que el Capitán lo invitó a tocar la sirena, por lo que Conor se marcha y Dylan y Maggie charlan un rato, revelando Maggie que es soltera y él un seductor jugador de póker profesional, desarrollando sentimientos por ella. Abajo en la discoteca, Jen y Chris están bailando entre la multitud, donde aparece Elena caminando sola hacia la barra de bebidas. En el salón de baile, Gloria y los pasajeros bailan a lo grande, mientras Nelson está en una mesa con sus amigos, revelándoles que su exnovia lo dejó en Londres por alguien más y se va a tomar aire. 
Mientras tanto en el puente de mando, el Oficial Reynolds presiente que algo anda mal causando sospechas entre los altos mandos. Mientras, Gloria inicia la cuenta regresiva para el nuevo año . Mientras el Capitán Bradford y Gloria brindan juntos; Ramsey se encuentra solo desde el balcón; y se celebra la llegada del año nuevo en las cocinas y la discoteca, donde Elena bebe un trago y Chris y Jen se besan en la discoteca. En un momento Chris Besa a Jen en su pecho calientemente y follan con mucho amor entre la multitud . Por su parte a las 12:01 Nelson, deprimido, sale a cubierta esperando la llamada de su ex que no llega y arroja su teléfono al Mar. En el puente de mando, el Oficial Reynolds observa con unos prismáticos una gigantesca ola en dirección al barco y desesperadamente ordena girar la proa a estribor para evitar un golpe lateral y poder atravesar la ola de frente. En eso, Nelson se prepara para saltar del barco y suicidarse pero ve que la luna se cubre repentinamente. Cuando mira más de cerca, ve la ola rebelde de 150 pies de altura en el tranquilo océano abierto, en dirección al barco y corre adentro. El barco empieza a girar, pero la ola se aproxima rápidamente y la nave no puede girar lo suficientemente rápido. 
El Oficial Chapman suena la alarma de emergencia, mientras Gloria canta  junto a la multitud, pero suenan las sirenas de emergencia , entonces escuchan la advertencia de una inminente y fuerte sacudida. Todos entra en pánico y Maggie corre entre la multitud para ir con su hijo, pero en ese instante. La ola golpea el barco en el lado de estribor, haciendo que se vuelque al lado izquierdo. A medida que el barco se vuelca, el Oficial Reynolds y el resto de altos mandos son arrojados por el puente, mientras las multitudes en el salón de baile entre ellos Maggie, el Capitán Bradford, Gloria y Ramsey se deslizan por los pisos, paredes y techo, y Conor se agarra a un piano de cola. . El agua entra en el puente de mando ahogando a los tripulantes y mientras la discoteca se derrumba, Chris queda con la pierna atrapada en la viga de metal que le cayó encima. Todas las luces del barco se apagan de golpe, pero repentinamente se encienden las luces de emergencia con muchos escombros y balsas salvavidas flotando hacia la superficie.
```
Mientras Gloria ayuda al Capitán Bradford gravemente herido. Maggie busca desesperada a Conor, mientras Ramsey aparece vivo entre unos cuerpos. En la discoteca, la multitud corre ante el desastre, mientras Jen busca y encuentra a Chris con la pierna en la viga de metal que le cayó encima. Incapaz de sacarlo por ella misma, Jen pide ayuda a Elena, que iba pasando. En el salón de baile, Ramsey encuentra a Conor atrapado en el piano al revés que ha sido atornillado al suelo y Ramsey pide a Conor saltar para bajarlo y él y otros oficiales usan una gran cortina para atraparlo, y Maggie abraza a su hijo. En la discoteca, Elena y Jen tratan de liberar a Chris, pero ocurre un corto circuito cuando una fuga de un cable energizado contacta con el agua, explotando y electrocutando a todas las personas, excepto a Jen, Chris y Elena. Es entonces cuando Elena decide ir a buscar una palanca para sacar a Chris. En el salón de baile, el Capitán Bradford asegura a los pasajeros que los volcó una ola rebelde, las cuales son poco frecuentes, impredecibles, y letales, pero la buena noticia es que cuando el barco sufrió el impacto se lanzaron señales de emergencia con 
GPS
 y están a pocas horas del rescate. Los pasajeros creen que se van a hundir y quieren salir de ahí, pero Bradford afirma que deben quedarse, ya que el salón es una burbuja de aire que hace flotar al barco y ahí estarán a salvo, mientras Dylan, que coje una linterna y una navaja de un pasajero muerto y mira un mapa del barco, es descubierto por Conor. A lo que Dylan le explica que va a salir por los propulsores de proa en el casco. En eso, Ramsey discute con el Capitán Bradford por su deseo de ir a buscar a Jen a la discoteca, con Bradford insistiendole que no puede salir del barco, pero Ramsey le afirma que está decidido a ir y no lo detendrá. Por su parte, Dylan intenta irse subiendo la escalera principal volcada. Maggie y Conor se le acercan, pero Maggie asegura que salir por las hélices del barco es muy arriesgado, aunque Dylan le afirma que es la salida y que el podría, aunque no cree que todos saldrán del barco. Ramsey quiere ir a la discoteca a por su hija y en eso aparece Nelson, revelando que es arquitecto y que el barco no aguantará flotando volteado. Por lo que Ramsey propone a Dylan salir del barco, primero yendo por su hija a la discoteca, aunque Dylan le asegura que trabaja mejor solo y que no hay garantía de que todos sobrevivan, pero espera encontrar algún acceso de escape. Ramsey acude a Valentín para que los guíe al acceso más cercano prometiéndole duplicarle su sueldo. Valentín acepta y Ramsey le hace notar a Dylan que él tiene un plan y ellos el mapa, lo cual Dylan acepta y entonces él, Valentín, Conor, Maggie, Nelson y Ramsey se ponen en marcha, pero el Capitán Bradford y los pasajeros ven que tratan de escapar. Por lo que el Capitán Bradford ordena sellar las puertas herméticas. 
```

Dirigiéndose a la discoteca, el grupo viaja a través de la cocina con fuego por todas partes, mientras se cierran las puertas herméticas. En la discoteca, Elena camina entre los cadáveres y es sorprendida por un ebrio Lucky Larry . En las cocinas, Dylan encuentra las escaleras de servicio pero están completamente obstruidas por escombros con un incendio en medio, y al ver el ascensor de servicio decide cruzar por el hueco, pero al fondo del hay grandes picos y piezas de metal y arriba del todo está la cabina del ascensor soltándose al dañarse poco a poco con un incendio. Dylan y Valentín Usan un banco como puente improvisado para cruzar y llegar al otro lado, Dylan al no poder abrir la puerta del otro lado, propone salir por la puerta situada encima que se encuentra abierta . Dylan, Conor, Maggie y Ramsey logran llegar al otro lado de manera segura mientras el incendio en las cocinas crece rápidamente. Sin embargo, cuando Valentín intenta ayudar a Nelson a auparse para agarrarse a Dylan, la cabina del ascensor se suelta y cae rápidamente, pero se atasca nuevamente, lo que hace que el banco donde se apoyaba Valentín se caiga al fondo y Valentín se agarre a las piernas de Nelson, a quien Ramsey como Dylan agarran con fuerza, pero a Dylan se le resbala y es incapaz de levantar a Nelson y Valentín. Para que Nelson se salve, Dylan grita a Nelson desesperadamente que haga que Valentín lo suelte o morirán los dos. Valentín se niega a soltar a Nelson, pero Nelson pide perdón a Valentín pateándole y haciéndole caer al fondo del hueco. Nelson logra ser salvado en el último instante justo cuando el ascensor cae a toda velocidad y casi le arrolla. Mientras Valentín muere empalado por los picos de metal y luego la cabina en llamas aplasta su cuerpo. El impacto hace que se enciendan los vapores de gas en el pozo y la cocina, causando una enorme explosión en la cocina volando los escombros y haciendo que todo el barco se sacuda violentamente. Un oficial le dice al Capitán Bradford que eso ocurrió en la cocina por un desperfecto en las válvulas del cierre de gas. Cuando Bradford le pregunta si las puertas herméticas los protegerán, el oficial le asegura que si, pero el Capitán Bradford pide que Dios los ayude. Por su parte, Ramsey, Dylan, Maggie y Nelson están visiblemente impactados y Nelson arroja la chaqueta quemada observando el pozo del elevador incendiado, con lo que Dylan y Nelson comparten miradas de impacto. Cuando Ramsey avisa que encontró un camino, el grupo continúa. 
En la discoteca, Elena, Jen y Larry intentan liberar a Chris, con Larry argumentando que deben liberarlo usando tácticas para cambiar neumáticos. Finalmente con todas sus fuerzas logran liberar a Christian de debajo de la viga . Luego, Ramsey llega y se reúne con su hija. Dylan, Maggie, Conor y Nelson se agrupan con ellos y Maggie atiende la herida en la pierna de Chris. Cuando Ramsey le agradece a Chris por Jen, Chris le afirma que Jen fue la que lo salvó. Por otra parte, Nelson charla con Elena, quien le revela que su hermano menor está en el hospital de Nueva York y no tenía dinero para el pasaje, entonces conoció a un chico (Valentín) empleado del barco que le propuso dormir con él a cambio del viaje. 
Mientras Dylan charla con Conor sobre una posible salida, detiene a Conor de abrir una puerta, que aún está caliente, pero Maggie le advierte a Conor que no vuelva a alejarse. El grupo se reúne y Dylan y Larry se saludan brevemente. Entonces Dylan y Ramsey abren con un trapeador y un extintor la puerta, pero el fuego ya se ha extinguido. Luego el grupo se dirige a través de los pasillos de pasajeros, revelando Dylan que estuvo en la marina, entonces Jen le revela a Elena que su padre fue el alcalde de Nueva York por unos años cuando ella era niña, pero no fue tan genial.
El grupo entonces llega al atrio principal, donde las vías del ascensor caídas forman el único puente al otro lado. Ven que el atrio se inunda lentamente debido a los escombros que obstruyen el domo y Elena asegura que ya que lleva días merodeando el barco, la salida es esa. Chris, Nelson, Elena, Conor y Maggie cruzan con éxito, pero cuando Jen va a cruzar, Larry muy borracho interrumpe y discute con Ramsey afirmando que fue un héroe cuando era bombero y alcalde, pero no está al mando, ya que renunció y hasta lo dejó su esposa. Ramsey se prepara para pelear con Larry, pero Jen lo detiene. Entonces Dylan y Ramsey le ceden el paso a Larry y Larry camina por las vías, afirmando que para ser "Lucky Larry" deben tener suerte, aunque pierde su botella de alcohol. Los pernos de montaje del motor del generador de la nave se cortan, luego cae por el piso y golpea el puente, aplastando a Larry, seguido de una cascada de diésel que se enciende en una corriente de llamas. Sin las vías del elevador, Dylan decide cruzar, pero Ramsey insiste en regresar con Jen, pero Jen se niega mostrándole un anillo de compromiso, al que Ramsey ofrece poca sorpresa y Jen le revela a su padre que Christian le pidió que se casaran y debe estar con él. Por su parte, Dylan toma una manguera contra incendios cercana, se sumerge en el agua, nada a través y sube a donde están los demás, haciendo un puente de cuerda. Jennifer y su padre solos a un lado del atrio usan un trozo de barandilla de latón roto y se deslizan juntos a través del puente de la manguera de incendios y se reúnen con los demás. 
Mientras tanto, ocurre otra explosión en el barco y este se hunde cada vez más. De vuelta en el salón de baile, el vidrio de las ventanas exteriores comienza a agrietarse, mientras el Capitán Bradford y muchos pasajeros observan desesperados los remaches de las ventanas se salen, rociando agua en la habitación. La gente comienza a entrar en pánico y buscar una salida, pero los pasillos más allá de las puertas herméticas ahora están inundados. Gloria llorando camina hacia el Capitán Bradford y se abrazan con calma, pero entonces todas las ventanas se rompen y el agua entra, arrasando y ahogando a todos los que se encontraban en el salón. Chris, Jen, Ramsey, Nelson, Elena, Maggie, Conor y Dylan en el vestíbulo escuchan los gritos de los atrapados en el salón de baile y el grupo continúa una vez más, mientras el agua en llamas en el fondo del vestíbulo comienza a elevarse rápidamente. 
Ramsey ordena buscar una salida y rápidamente Dylan encuentra una compuerta, pero ya está inundada y entonces el nivel del agua sube arrastrando escombros hacía ellos. Rasmey encuentra un ducto de ventilación que cree que podría llevar al siguiente nivel. A pesar de las dudas de Elena de no saber a dónde llega el ducto, Ramsey dice que si se quedan se ahogan y él, Chris, Jen, Conor y Maggie entran al conducto, con el agua corriendo hacia el corredor detrás de ellos. Cuando Nelson va a entrar, Elena se niega a seguir, pero Dylan y Nelson la fuerzan a entrar. En el ducto, Ramsey felicita a Chris por el compromiso, aunque con las dudas de que el novio habla con el padre de la novia primero, a lo que Chris responde que fue decisión de Jen. Una vez que Ramsey llega a la rejilla al final del ducto, lo encuentra atornillado desde afuera y sus dedos son demasiado grandes para manipular los tornillos del otro lado, pero entonces la pierna de Nelson se desliza a través del ducto, atorandose a sí mismo y atrapando a Elena y Dylan debajo de él. Elena entra en pánico, pero Dylan trata de tranquilizarla para que ayude a Nelson a liberarse, mientras Conor va a ayudar a Ramsey. Por otro lado, el ducto empieza a llenarse de agua y Dylan trata de convencer a Elena que ayude a Nelson, diciéndole que lo haga para que ella pueda ir a ver a su hermano menor, prometiéndole que lo verá. Elena entonces con todas sus fuerzas logra liberar a Nelson en el último momento, permitiendo que Nelson, Elena y un Dylan casi cubierto del agua continúen. Usando sus pequeñas manos, Conor trata de desatornillar la rejilla, pero no lo consigue y entonces Elena da su collar de cruz para usarlo como destornillador, a medida que el agua va llenado el ducto, sumergiendo a Dylan en ella. Conor usa el collar y desatornilla la rejilla, permitiendo que todos salgan del conducto que se llena rápidamente.
Llegan a otra cámara, pero la única puerta está cerrada desde el otro lado. Ramsey sugiere ir de nuevo por los ductos, pero Elena se niega. Chris entonces ve una rejilla y la abren, subiendo todos a un tanque de lastre. Dylan explica que llenan los tanques de lastre para estabilizar la nave y la válvula podría llevarlos al siguiente tanque que podría ser la salida pero Ramsey nota que la válvula no abre si no es con gran presión y notan que solo se abrirá la válvula llenando todo el tanque. Todos se niegan, pero Dylan afirma que la válvula se abrira y los llevara al siguiente tanque hasta que hayen una escotilla. Chris y Jen protestan  sobre como saben que la verán antes de ahogarse, pero Dylan comenta que es la única opción. El agua sube y Ramsey cierra el tanque para que Dylan lo llene. 
Dylan lo hace y todos toman a aire a medida que el agua inunda el tanque. Cuando se llena, todos esperan un rato bajo el agua y cuando Dylan se desespera, la válvula se abre, llevando a todos a otro tanque lleno de agua. Dylan explora por la escotilla y le avisa a los demás de eso para poder salir de ahí. Dylan, Chris cargando a Conor, Maggie, Jen, Ramsey, Nelson y Elena nadan a través de pasillos completamente inundados hacia un conjunto de escaleras. Los primeros cinco llegan a salvo mientras Ramsey, Nelson y Elena continúan nadando, pero de repente unos cables sueltos se atoran en el vestido de Elena, atrapandola. Elena forcejea con los cables y Nelson nota la ausencia de Elena y nada de regreso a ella, mientras Elena intenta desesperadamente liberarse, pero se golpea la cabeza contra una pared afilada. Nelson la encuentra desangrandose inmóvil y trata de salvarla. En eso Maggie se da cuenta de que faltan Nelson y Elena, por lo que Dylan, Ramsey y Chris nadan para intentar rescatarlos. Nelson regresa a salvo pero Ramsey carga el cuerpo de Elena fuera del agua e intenta reanimarla con las tácticas de RCP, mientras Dylan está angustiado y llorando. Ramsey continúa aplicando las tácticas RCP con Elena, pero Elena yace sin vida en el piso. Conor llorando está abrazado a Maggie, mientras Jen llorando abraza a Chris. Nelson angustiado llora sobre el cuerpo de Elena y Conor le vuelve a poner el collar de la cruz a Elena. Dylan se aparta llorando y Ramsey se le acerca y ambos se miran, por lo que Ramsey dice que se vayan. El grupo continúa, mientras el agua sube y cubre el cuerpo de Elena. Los tanques de lastre restantes continúan llenándose uno por uno, acercando el barco al hundimiento.
Mientras tanto, Ramsey, Nelson, Conor, Maggie, Jen, Chris y Dylan llegan más allá de las escaleras, llena de escombros. Entonces escuchan ruidos y todos creen que es un rescate, pero Ramsey descubre que es solo una fuga de un cable. Llegan a los corredores y encuentran muerto al equipo de mantenimiento, que Ramsey dice que los mató un fuego fugaz. Dylan encuentra un mapa y lee que el corredor lleva a la proa en la que hay una escotilla que los llevaría al cuarto de hélices donde está la salida. El grupo corre en el camino hacia los propulsores de proa, mientras los tanques de lastre se van llenando, pero el grupo continúa en el corredor y descubren que está bajo el agua, ya que la proa está hundida. Maggie propone llegar nadando, pero Dylan revela que están lejos. Sin ideas, Dylan no sabe qué hacer, por lo que Ramsey propone buscar otra salida. El resto de tanques se llenan y el barco se hunde un poco más. 
Sin embargo, el grupo no encuentra ninguna salida, mientras ocurren explosiones en la parte de abajo del barco. Desanimados, los sobrevivientes se reagrupan en una sala de descanso e intentan pensar en otra salida. Ramsey entonces se acerca a un alejado Dylan y le dice que la muerte y la vida jamás han sido justas, él ayudó a Elena, los ayudó a todos y se lo agradece. De repente, los tanques se siguen llenando y una parte del barco empieza a elevarse debido a la severa inestabilidad en la nave y la sala de máquinas muy dañada en la parte trasera de la nave comienza a desmoronarse rápidamente, mientras Maggie busca a un desaparecido Conor. La sala de máquinas entonces empieza a explotar soplando las cubiertas de popa hacia debajo y haciendo que la nave se incline hacia la parte trasera. Esto obliga al agua dentro de la nave a moverse, drenándose hacia la popa, levantando la proa del agua y despejando el camino hacia los propulsores de proa, aunque también derriba a Maggie y Dylan en la corriente de agua que fluye por el pasillo, arrastrando a Maggie lejos. Entonces, Chris, Jen, Nelson y Ramsey se dirigen a su ruta original, pero Dylan se queda para buscar a Maggie y Conor. Dylan encuentra a Maggie entre el agua y continúan buscando a Conor. 
En la sala de hélices de proa, llegan Ramsey, Chris, Jen y Nelson y buscan la escotilla. Nelson al ver la escotilla que da acceso al eje de la hélice, la abre, solo para que el viento provoque el retroceso de la tapa provocado por las hélices aún activas, golpeando a Nelson en la cara, hiriendolo. Mientras Maggie y Dylan escuchan los gritos de Conor y lo buscan. 
Ramsey encuentra un mapa y le hace ver a Chris que deben ir a la sala de controles para desactivar las hélices. Chris propone atascar las hélices con escombros, pero Ramsey señala que las aspas están girando en sentido contrario lo que hará que les regresen todo y la única solución es desactivarlas. Por su parte, Dylan y Maggie encuentran a Conor atrapado detrás de una reja en un área que se llena rápidamente de agua y Dylan trata de sacarlo. Al otro lado, Ramsey se prepara para ir a apagar la hélices mientras se despide de Jen, pero Chris argumenta que no lo logrará, pero él podría hacerlo ya que al ser más joven tiene más fuerza. Jen se niega, pero Ramsey acepta que tiene razón. Jen llora y Ramsey agradece a Chris por su sacrificio. Chris se da vuelta para despedirse de Jen, sin embargo, cuando se dan vuelta, descubren que Ramsey ya ha saltado al agua y ha comenzado a nadar, causado el sufrimiento de Jen. 
Ramsey nada hacia la sala de control, mientras Maggie trata de tranquilizar y darle ánimos a su hijo atrapado, pero el agua sube y Maggie pierde de vista a Conor. Mientras tanto, Ramsey continúa nadando y llega a la sala de control, solo para encontrar que el botón de apagado del motor de emergencia está roto. Busca frenéticamente otro botón mientras se queda sin aire ya que no puede contener la respiración, y finalmente se ve obligado a inhalar. Mientras convulsiona cuando el agua llena sus pulmones y comienza a ahogarse, ve el botón de retroceso de la hélice y logra presionarlo, pero entonces Ramsey muere ahogado. En eso, Maggie llora por su hijo, pero Dylan regresa con Conor a salvo, por lo que los 3 se abrazan. Por su parte, Jen contempla el agua con la esperanza de que su padre vuelva, pero entonces escuchan a las hélices detenerse, mientras el barco continúa hundiéndose. Dylan, Maggie y Conor llegan a la sala de hélices de proa y se reúnen con Jen, Chris y Nelson. Dylan busca a Ramsey, pero Chris le explica que los controles de los motores estaban bajo el agua y Ramsey no lo dejó ir a él, pero los apago. De repente las hélices empiezan a girar nuevamente dejando a Dylan confundido, pero Chris se da cuenta de que las hélices están en reversa y deben arrojar escombros a ellas. Entonces Chris le pasa a Dylan un tanque presurizado y Dylan lo lanza hacia las hélices, pero el tanque se estanca en forma transversal en el marco estrecho de la puerta, sostenido en su lugar por la fuerte succión de aire. Dylan intenta liberar el tanque y casi es succionado, pero logra forzar el tanque hacia la hélice, que lo hace explotar destruyendo las hélices de ambos lados del barco. 

## Elenco
| Personajes       | Actores          | Doblaje en Hispanoamérica | Doblaje en España      |
| ---------------- | ---------------- | ------------------------- | ---------------------- |
| Dylan Johns      | Josh Lucas       | Arturo Mercado Jr.        | Eduard Farelo          |
| Robert Ramsey    | Kurt Russell     | Carlos Segundo            | Salvador Vidal         |
| Jennifer Ramsey  | Emmy Rossum      | Cristina Hernández        | Isabel Valls           |
| Richard Nelson   | Richard Dreyfuss | Carlos Águilla            | Antonio García Moral   |
| Christian        | Mike Vogel       | Noé Velázquez             | Manuel Gimeno          |
| Maggie James     | Jacinda Barrett  | Laura Ayala               | Mercedes Diemand-Hartz |
| Conor            | Jimmy Bennett    | Manuel Díaz               | Klaus Stroink          |
| Elena            | Mía Maestro      | Xóchiti Ugarte            | Geni Rey               |
| Valentin         | Freddy Rodríguez | Irwin Daayán              | Àngel de Gracia        |
| Captain Bradford | Andre Braugher   | Sebastián Llapur          | Paco Gàzquez           |
| Lucky Larry      | Kevin Dillon     | Enrique Cervantes         | Mark Ullod             |
| Reynolds         | Kirk B.R. Woller | Arturo Mercado            | Gonzalo Abril          |

## Producción
Los decorados de la obra cinematográfica se inspiraron en el interior del buque Queen Mary 2. También se trabajó en la película con dos platós simultáneos, uno para las secuencias previas a la colisión del barco y otro idéntico, pero completamente invertido, que podía ser inundado y drenado en cuestión de pocas horas, para así filmar las secuencias en las que el buque está volcado.

## Canciones
Canciones que se incluyen en la banda sonora:
- Half Light, interpretada por Athlete.
- Sensationnel, por Le D.
- Postales, por Federico Aubele.
- Mamasita, por Latin Soul Syndicate.
- Bailamos, por Fergie.
- Won't Let You Fall, por Fergie,
- Be Without You (Moto Blanco Vocal Mix), por Mary J. Blige.
- Let's Get Loud, (escrita por Gloria Estefan y Flavio Santander).
- Auld Lang Syne, por Fergie.

## Recepción crítica y comercial
Según la página de Internet Rotten Tomatoes obtuvo un 33% de comentarios positivos, llegando a la siguiente conclusión: «Esta nueva versión de La aventura del Poseidón ofrece impresionantes efectos visuales. Lamentablemente parece que ni una pizca del presupuesto se dedicó a la escritura del guion».
Según la página de Internet Metacritic obtuvo críticas mixtas, con un 50%, basado en 36 comentarios de los cuales 12 son positivos.
Recaudó en Estados Unidos 60 millones de dólares. Sumando las recaudaciones internacionales la cifra asciende a 181 millones. Su presupuesto fue de 160 millones.

## Premios

### Óscar
| Año  | Categoría                | Persona                                            | Resultado |
| ---- | ------------------------ | -------------------------------------------------- | --------- |
| 2007 | Mejores efectos visuales | Boyd Shermis Kim Libreri Chas Jarrett John Frazier | Nominada  |

### Razzie Awards
| Año  | Categoría   | Resultado |
| ---- | ----------- | --------- |
| 2007 | Peor remake | Nominada  |

## DVD
Poseidón salió a la venta el 28 de noviembre de 2006 en España, en formato DVD. El disco contiene documentales: Poseidón: la realización de la película, la construcción de los escenarios, diario de un compañero de viaje: las experiencias del rodaje, documental: Olas gigantes: Explora el misterio de este poderoso fenómeno de la naturaleza y tráiler cinematográfico.